# 梅曉夫斯克區
54°19′N 35°17′E / 54.317°N 35.283°E
梅曉夫斯克區（俄语：Мещовский район），是俄羅斯的一個區，位於該國西部，由卡盧加州負責管轄，面積1,237.5平方公里，2010年該區人口12,161，人口密度每平方公里9.83人。